# Simon Marius
Simon Marius (n. 10 ianuarie 1573, Gunzenhausen, Bayerischer Reichskreis⁠(d), Ducatul de Bavaria – d. 26 decembrie 1624, Ansbach, Fränkischer Reichskreis⁠(d), Sfântul Imperiu Roman) a fost un astronom german. S-a născut la Gunzenhausen, lângă Nürnberg, dar și-a petrecut cea mai mare parte a vieții în orașul Ansbach. El este cel mai remarcat pentru că a făcut primele observații ale celor mai mari patru luni ale lui Jupiter, înaintea lui Galileo însuși, iar publicarea descoperirii sale a dus la acuzații de plagiat.

## Biografie
Marius a fost fiul lui Reichart Mayr, primarul orașului Gunzenhausen. La recomandarea lui George Frederick, Margrave de Brandenburg-Ansbach, a fost admis la Academia Margrave din Heilsbronn în 1586, unde a studiat până în 1601. În acest timp, a publicat observații despre o cometă, precum și tabele astronomice, ceea ce i-a dat o reputație de bun astronom și matematician, iar Margrave l-a numit matematician oficial al său. Marius dorea să participe la Universitatea din Königsberg, dar nu a reușit să obțină o bursă. Cu toate acestea, Margrave a scris o scrisoare de recomandare la 22 mai 1601, pentru ca Marius să poată studia la Praga sub Tycho Brahe, lucru pe care l-a făcut timp de câteva luni, deși poate a lucrat direct cu David Fabricius în locul lui Brahe însuși.
Până în septembrie 1601, Marius părăsise deja Praga, iar el a ajuns la Padova în decembrie 1601 pentru a studia medicina la Universitatea din Padova. În acest timp, a îndrumat alți studenți în astronomie, inclusiv un Capraș Baldassarre, cu care a scris o carte despre o nouă stea (de fapt Supernova lui Kepler) pe care au observat-o în 1604. Capra a avut o dispută cu Galilei Galilei (amândoi au învățat scrima de la tatăl lui Capra) cu privire la invenția busolei proporționale și Marius a luat partea elevului său în argument. Marius a părăsit școala în iulie 1605, întorcându-se la Ansbach pentru a deveni matematician și medic la noii Margraves, Christian și Joachim Ernst.
În 1606, Marius s-a căsătorit cu Felicitas Lauer, fiica editorului său, la Nürnberg, iar în 1609 a publicat primele traduceri în limba germană ale Elementelor lui Euclid. În acel an, el și-a construit propriul telescop și, în noiembrie, a făcut observații despre lunile galileene, puțin înainte ca Galileo să se descurce singur, care a devenit sursa unei dispute majore între cei doi.